# Pol Rodríguez
Pol Rodríguez es un director de cine nacido en Barcelona en 1977.

## Trayectoria
Rodríguez estrenó su primer largometraje en 2016 Quatretondeta en el Festival de cine de Málaga. El 2024 volvió al festival con la película Segundo premio codirigida junto a Isaki Lacuesta consiguiendo la Biznaga de Oro. En la XXXIX edición de los Premios Goya ganó el premio de mejor dirección.